# The One with the Rumor
"The One with the Rumor" là tập phim thứ 9 trong mùa thứ 8 của loạt phim truyền hình hài kịch tình huống Mỹ Những người bạn, được phát sóng trên kênh NBC vào ngày 22 tháng 11 năm 2001. Đây là tập nối tiếp chủ đề Lễ Tạ ơn thường niên, với khách mời đặc biệt là Brad Pitt, người chồng đương thời của Jennifer Aniston trong vai Will Colbert, người tiết lộ Ross (David Schwimmer) là một trong những người sáng lập nên câu lạc bộ "Tôi ghét Rachel" và mời được một học sinh trao đổi từ Thái Lan nhập hội. Will cũng cho biết rằng họ tung tin đồn Rachel (Aniston) là người lưỡng tính. "The One with the Rumor" do Gary Halvorson đạo diễn với kịch bản được thực hiện bởi Shana Goldberg-Meehan. Tập phim giành nhiều đề cử cho giải Primetime Emmy, trong đó diễn viên Brad Pitt nhận được đề cử cho nam diễn viên khách mời xuất sắc trong loạt phim hài. Trong buổi phát sóng đầu tiên vào ngày 22 tháng 11 năm 2001, "The One with the Rumor" đã đón nhận 24,24 triệu khán giả theo dõi với tỉ lệ lượt xem là 12,7/25. Tuy vậy tập phim cũng bị chỉ trích là "xúc phạm" tới người lưỡng tính. Pitt thừa nhận anh xuất hiện là để quảng bá cho bộ phim sắp ra mắt, Spy Game.

## Nội dung
Monica (Courteney Cox) nói với nhóm bạn rằng cô sẽ không nấu món gà tây trong bữa tối Lễ Tạ ơn vì lo ngại về lượng đồ ăn thừa lớn. Chandler không ăn gà tây vì không thích mọi loại đồ ăn trong Lễ Tạ Ơn (vì một chấn thương tinh thần từ nhỏ), Pheobe (Lisa Kudrow) là người ăn chay, trong khi Rachel kiêng thức ăn gia cầm vì cô đang mang thai. Tức là chỉ còn Monica, Ross và Joey có thể ăn con gà tây khổng lồ. Joey (Matt LeBlanc) phản đối và tuyên bố rằng anh sẽ ăn hết cả con gà tây một mình nếu cần. Monica đồng ý và Joey ăn hết cả một con gà tây nặng 19 pound ở cuối tập. Monica nói với Rachel sẽ mời một người bạn Trung học của cô và Ross tên là Will Colbert (Brad Pitt) đến bữa tối. Rachel không nhận ra Will, còn anh ta cảm thấy chán ghét khi biết rằng Rachel cũng dùng bữa cùng anh.
Suốt bữa tối, Will tỏ vẻ thù nghịch với Rachel. Will, giống như Monica, đã giảm rất nhiều cân để có một thân hình cân đối. Khi Will bỏ qua lời khuyên của Monica và tiếp tục chống đối Rachel, anh tiết lộ rằng cô đã xử tệ với anh khi còn ở Trung học. Will cũng tiết lộ tin đồn mà anh và Ross khởi xướng rằng Rachel là một người lưỡng tính đã lan ra khắp trường và đến cả trường Trung học của Chandler. Rachel phản ứng trong nước mắt, tuyên bố cô chưa bao giờ làm Ross vướng vào chuyện gì ở Trung học, cho đến khi Monica gợi nhớ rằng chính cô đã phát tán tin đồn rằng Ross qua lại với một thủ thư 50 tuổi, khiến Ross tiết lộ điều đó là sự thật, làm cho mọi người cảm thấy buồn cười và kinh tởm. Monica an ủi Rachel, nói rằng nhờ có tin đồn mà cô đã trở thành cô gái nổi tiếng nhất trường, nhắc nhở cả hai đang có con với nhau là thứ quan trọng hơn lời đùa hồi Trung học. Will cảm thấy bị phản bội khi biết Ross có mối quan hệ với Rachel nhưng lại muốn đập tay với Ross khi phát hiện anh "đã quan hệ nhưng không cưới cô". Cuối cùng các nhân vật làm hòa với nhau. Tập phim kết thúc khi Joey ăn hết cả con gà tây khi đang mặc quần bầu mà Phoebe tặng Rachel. Sau khi đã rất no, Joey vẫn còn tiếp tục ăn bánh.

## Sản xuất

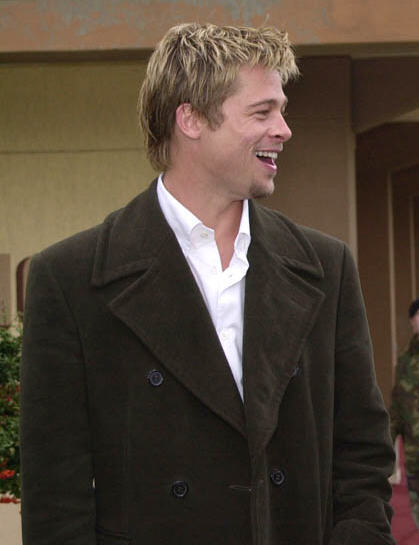
Brad Pitt nhận vào vai Will Colbert, bạn Trung học của Ross và Monica.

Tờ Entertainment Weekly ghi nhận việc Pitt phải độn một bộ đồ béo cho những cảnh quay về quá khứ khi Will còn là một đứa trẻ mập mạp, cho dù cảnh quay này bị cắt bỏ và thân hình mập mạp của Will chỉ được đề cập đến bằng lời nói trong phim. Pitt thường xuyên đến thăm Aniston tại trường quay trước khi đóng tập này, tuy nhiên anh không vào nơi quay phim vì sợ rằng sẽ làm đoàn làm phim mất tập trung. Khi được hỏi về sự xuất hiện của anh trong bộ phim, Pitt nói rằng nó là để quảng cáo bộ phim sắp ra rạp Spy Game và nói thêm rằng anh cũng rất thích loạt phim này. Tập phim được quay vào ngày 2 tháng 11, sau bốn ngày tập dượt và diễn thử.

## Tiếp nhận
Nhân dịp tập cuối của loạt phim phát sóng vào năm 2004, Eric Deggans của tờ St. Petersburg Times xếp Pitt một trong những khách mời tệ nhất của Những người bạn: "Phản ứng quá mạnh, phần hài kịch quá phóng đại, không ý thức – dù anh ta là diễn viên điện ảnh có uy tín, Pitt cũng hiểu rằng anh đã diễn hơi quá đà trong hoàn cảnh của hài kịch tình huống. Sau 5 phút theo dõi, khán giả cũng tự nhận biết điều này." Việc diễn xuất của anh được dàn diễn viên chính ngưỡng mộ; Schwimmer nhớ lại Pitt "chắc chắn [...] đi ngược lại mọi khuôn mẫu" và LeBlanc nói rằng "anh ta thực sự rất tuyệt vời." Tờ USA Today đánh giá lời thoại của Will: "Hãy nhìn cô ta đứng cùng với chỗ mứt kia mà xem. Hai kẻ thù lớn nhất của tôi, Ross ạ. Rachel Green và cacbohydrat tổng hợp" là một trong những lời thoại hay nhất. Lượt khán giả trên trang TV.com đã chấm "The One with the Rumor" số điểm 9,3 trên 10 dựa trên 297 lá phiếu bầu chọn, trong khi các thành viên của trang web Internet Movie Database cũng dành tặng tập phim số điểm tương tự.
Những tin đồn hư cấu về người lưỡng tính trong tập phim bị chỉ trích, một người viết thư cho NBC, gọi tập phim này "kiêu ngạo, xúc phạm, nhục nhã và hoàn toàn nghiệp dư". Những thành viên của tổ chức giáo dục lưỡng tính tiếp tục chỉ trích thông qua trang mạng của hiệp hội và đã nhận được lời xin lỗi.

### Đề cử Giải Primetime Emmy
Pitt được đề cử giải Primetime Emmy tại hạng mục "nam diễn viên khách mời xuất sắc trong loạt phim hài" cho diễn xuất của anh trong tập phim này. Thêm vào đó, Nick McLean được đề cử hạng mục "Đạo diễn hình ảnh nổi bật cho các chương trình sử dụng nhiều máy quay", trong khi Stephen Prime nằm trong các đề cử hạng mục "Chỉnh sửa hình ảnh nổi bật trong một chương trình".